# Manjeshwar
Manjeshwar là một thị trấn thống kê (census town) của quận Kasaragod thuộc bang Kerala, Ấn Độ.

## Nhân khẩu
Theo điều tra dân số năm 2001 của Ấn Độ, Manjeshwar có dân số 8674 người. Phái nam chiếm 49% tổng số dân và phái nữ chiếm 51%. Manjeshwar có tỷ lệ 74% biết đọc biết viết, cao hơn tỷ lệ trung bình toàn quốc là 59,5%: tỷ lệ cho phái nam là 79%, và tỷ lệ cho phái nữ là 70%. Tại Manjeshwar, 14% dân số nhỏ hơn 6 tuổi.